# Andy Roddick
Andrew Stephen Roddick, detto Andy (Omaha, 30 agosto 1982), è un ex tennista statunitense.
È stato numero 1 del mondo nel ranking ATP dal 3 novembre 2003 al 1º febbraio 2004, per un totale di tredici settimane. Nella sua carriera ha vinto 32 titoli, di cui un torneo del Grande Slam, lo US Open 2003, e cinque tornei Masters Series/Masters 1000. Inoltre ha raggiunto altre quattro finali nei tornei del Grande Slam, tre al torneo di Wimbledon (2004, 2005, 2009) e una agli US Open (2006).

## Carriera

### Tra gli juniores
Esordisce nell'ITF Junior Circuit nel 1997 e nel 1998 vince i primi titoli in tornei minori; a dicembre conquista il primo titolo in un Grade 1 in singolare. L'anno successivo perde una serie di incontri e medita di lasciare l'agonismo, ma il suo coach Tarik Benhabiles lo convince a continuare per alcuni mesi. A ottobre vince il doppio in un torneo di Grade 1, a dicembre trionfa in singolare in un altro Grade 1 e nel suo primo Grade A, il prestigioso Orange Bowl.
Continua a scalare la classifica juniores all'inizio del 2000, a gennaio perde in finale contro Tommy Robredo in un Grade 1 e la settimana successiva trionfa agli Australian Open superando in finale Mario Ancic. A inizio marzo raggiunge per la prima volta la vetta del ranking mondiale juniores e subito si conferma vincendo anche il Grade A del Banana Bowl con il successo su Joachim Johansson. Quell'anno vince altri 4 tornei tra cui due di Grade A, il doppio al trofeo Bonfiglio e il singolare gli US Open, dove ha la meglio in finale su Robby Ginepri. Chiude l'esperienza juniores a dicembre guidando gli Stati Uniti alla conquista della ITF Sunshine Cup/Connolly Continental Cup vincendo tutti i 5 incontri disputati.

### 1999-2000: esordi tra i professionisti e primi titoli Challenger
Muove i primi passi tra i professionisti nel 1999 perdendo i primi tre incontri disputati nel circuito ITF. Nel febbraio 2000 fa il suo esordio nel circuito maggiore con una sconfitta a Delray Beach. A marzo vince il primo match da professionista al Masters Series di Miami contro Fernando Vicente ed esce al secondo turno per mano del nº 1 al mondo Andre Agassi. Eliminato al primo turno al Masters Series di Cincinnati, la settimana dopo raggiunge i quarti a Washington, dove batte il nº 30 ATP Fabrice Santoro e il nº 41 Karol Kučera e viene di nuovo eliminato da Agassi. Debutta in una prova del Grande Slam agli US Open e viene sconfitto al primo turno.
Nel corso della stagione gioca diversi Challenger e a ottobre alza il primo trofeo da professionista vincendo quello di Austin sconfiggendo Michael Russell per 6-4, 6-4. Si ripete il mese successivo sconfiggendo Kevin Kim in due set nella finale di Burbank. Raggiunge la finale anche al successivo Knoxville Challenger e viene sconfitto da Cristiano Caratti. Termina l'anno alla 156ª posizione della classifica mondiale.

### 2001, primi 3 titoli ATP, quarti di finale agli US Open e 14º nel ranking in singolare, primo titolo ATP in doppio
Il 2001 si apre con la vittoria al Waikoloa USTA Challenger battendo in finale James Blake in rimonta. Subito dopo fa il suo esordio in Coppa Davis in occasione della sfida persa 3-2 contro la Svizzera, viene schierato in singolare a risultato già acquisito e sconfigge George Bastl. Esce quindi al secondo turno ai tornei ATP di Memphis e San Jose e al primo a Delray Beach, dove si aggiudica il primo trofeo del circuito maggiore in doppio, gioca in coppia con Jan-Michael Gambill e superano in finale Thomas Shimada / Myles Wakefield per 6-3, 6-4. Al Masters di Miami elimina Harel Levy, Marcelo Ríos e il nº 4 del mondo Pete Sampras, sconfitto 7-6, 6-3, ed esce di scena nei quarti di finale per mano di Lleyton Hewitt; a fine torneo fa il suo ingresso nella top 100.
Ad aprile vince il suo primo torneo ATP in singolare ad Atlanta sconfiggendo in finale Xavier Malisse per 6-2, 6-4. Si aggiudica anche il torneo successivo di Houston con la vittoria in finale su Hyung-Taik Lee per 7-5, 6-3. Vince il primo incontro in uno Slam al Roland Garros sconfiggendo in 3 set Scott Draper, ha quindi la meglio sul veterano Michael Chang al quinto set e si ritira per infortunio durante il match di terzo turno contro Hewitt. Sconfitto in semifinale da Levy a Nottingham, al suo esordio a Wimbledon elimina il nº 14 ATP Thomas Johansson ed esce al terzo turno contro Goran Ivanišević, che vincerà il torneo.
Sconfitto al primo turno in singolare, a Los Angeles disputa un'altra finale di doppio con Gambill e vengono sconfitti da Bob e Mike Bryan. Raggiunge nuovamente i quarti di finale al Masters Series del Canada e viene sconfitto da Andrei Pavel dopo avere superato in rimonta il nº 1 al mondo Gustavo Kuerten, che si prenderà la rivincita la settimana dopo al primo turno di Cincinnati. A Washington vince il terzo titolo in carriera e il primo sul cemento, elimina tra gli altri il nº 22 ATP Dominik Hrbatý e si impone in finale su Sjeng Schalken per 6-2, 6-3. Agli US Open raggiunge i quarti di finale dopo aver perso un solo set, sconfigge tra gli altri il nº 11 del ranking Àlex Corretja e viene eliminato al quinto set da Lleyton Hewitt. Sul 3-5 nel set decisivo si infuria per un over-rule del giudice di sedia, riceve un'ammonizione e perde la concentrazione.. Il miglior risultato negli ultimi tornei stagionali sono i quarti di finale a Basilea, dove disputa il primo incontro in carriera contro Federer, che si impone in rimonta. Finisce l'anno con il best ranking alla 14ª posizione mondiale.

### 2002: 2 titoli ATP, prima finale Masters e top 10 in singolare, un titolo ATP in doppio
Al suo esordio stagionale a Sydney perde la semifinale contro Roger Federer, mentre si ritira durante l'incontro di secondo turno agli Australian Open. A febbraio vince il titolo a Memphis sconfiggendo in tre set James Blake. Eliminato in semifinale a San Jose, dopo aver vinto le prime 4 finali ATP disputate perde quella di Delray Beach contro Davide Sanguinetti. Si impone in entrambi i singolari nei quarti di finale di Davis vinti contro la Spagna. Alle delusioni patite nei Masters di Miami e di Monte Carlo fanno seguito i successi al torneo di Houston sia in singolare – sconfiggendo in finale Pete Sampras con il punteggio di 7-6, 6-3 – che nel torneo di doppio, nel quale gioca con Mardy Fish e sconfiggono in finale Gambill / Oliver. Al Masters di Roma viene eliminato in semifinale da Tommy Haas e non supera gli ottavi al Masters di Amburgo. Sconfitto al turno d'esordio al Roland Garros, a Wimbledon viene eliminato al terzo turno da Greg Rusedski.
Dopo la semifinale raggiunta a Los Angeles, disputa la prima finale in un Masters 1000 a Toronto, elimina i top 15 David Nalbandian e Jiri Novak e cede in due set a Guillermo Cañas, risultato con cui entra per la prima volta nella top 10, alla 9ª posizione. Si spinge fino ai quarti al Masters di Cincinnati e di nuovo agli US Open, dove elimina Alex Corretja e Juan Ignacio Chela e raccoglie solo 9 giochi contro Pete Sampras. Soccombe in entrambi i singolari nella semifinale di Davis persa contro la Francia. Subisce una nuova sconfitta contro Federer nei quarti di finale a Basilea ed esce nei quarti anche al Paris Masters.

### 2003: prima posizione mondiale, trionfo agli US Open e altri 5 titoli ATP
Dopo la precoce sconfitta subita a Sydney, si spinge per la prima volta fino in semifinale in una prova dello Slam agli Australian Open, e dopo la battaglia nei quarti vinta per 21-19 al quinto set contro Younes El Aynaoui viene sconfitto da Rainer Schüttler al quarto set. Con questo risultato porta il best ranking al 6º posto e la settimana dopo sale al 5º. A febbraio perde in finale contro Taylor Dent al torneo di Memphis. Nei quarti di finale del Masters Series di Indian Wells viene di nuovo sconfitto da Rainer Schüttler, mentre a Miami non va oltre il terzo turno. All'esordio stagionale sulla terra battuta a Houston viene sconfitto in rimonta in finale da Andre Agassi. Esce al secondo turno nei Masters Series di Roma e Amburgo e si riscatta aggiudicandosi il titolo al torneo di St. Poelten superando in finale Nikolaj Davydenko per 6-3, 6-2. Come l'anno precedente delude al Roland Garros uscendo al primo turno, questa volta per mano di Sargis Sargsian. La stagione sull'erba comincia con il successo in 2 set in finale al torneo del Queen's contro Sébastien Grosjean. Arriva per la prima volta in semifinale al torneo di Wimbledon perdendo un solo parziale negli ottavi contro il nº 11 ATP Paradorn Srichaphan e viene sconfitto in 3 set dal futuro vincitore del torneo Federer.
A luglio comincia il periodo migliore della sua carriera, vince il torneo di Indianapolis sconfiggendo 7-6, 6-4 in finale di nuovo Srichaphan, e arriva in semifinale al torneo di Washington perdendo contro Tim Henman al tie break del terzo set. Dopo aver perso i primi 4 incontri disputati, supera per la prima volta Federer in semifinale a Montréal con il punteggio di 6-4, 3-6, 7-6 e vince il suo primo torneo Masters Series sconfiggendo in finale David Nalbandian per 6-1, 6-3; a fine torneo sale al 4º posto mondiale. La settimana dopo vince anche il Masters di Cincinnati in una finale tutta statunitense contro Mardy Fish, che supera per 4-6, 7-6, 7-6. Continua il grande momento con la conquista del suo primo e unico titolo dello Slam, gli US Open, elimina nell'ordine Tim Henman, Ivan Ljubičić (a cui cede un set), Flávio Saretta, Xavier Malisse e nei quarti il nº 12 ATP Sjeng Schalken. In semifinale ha la meglio sul nº 13 Nalbandian al quinto set e in finale sconfigge il nº 3 Juan Carlos Ferrero con il punteggio di 6-3, 7-6, 6-3.
Al Masters di Madrid esce di scena al terzo turno per mano di Nicolás Massú, mentre in semifinale al torneo di Basilea cede di nuovo contro David Nalbandian. Con la semifinale raggiunta al Paris Masters, dove perde in due set contro il futuro vincitore Tim Henman, il 3 novembre 2003 diventa a soli 21 anni il nº 1 al mondo – sorpassando Juan Carlos Ferrero – e il più giovane statunitense dopo John McEnroe ad aver raggiunto tale traguardo; rimarrà primo per tredici settimane. Partecipa per la prima volta in carriera alla Tennis Masters Cup di Houston, sconfigge al terzo set nella fase a gironi Carlos Moyá e Guillermo Coria e viene di nuovo sconfitto da Rainer Schüttler. In semifinale viene eliminato da Roger Federer con il punteggio di 6-7, 2-6.

### 2004: 4 titoli ATP e finale a Wimbledon e in Coppa Davis

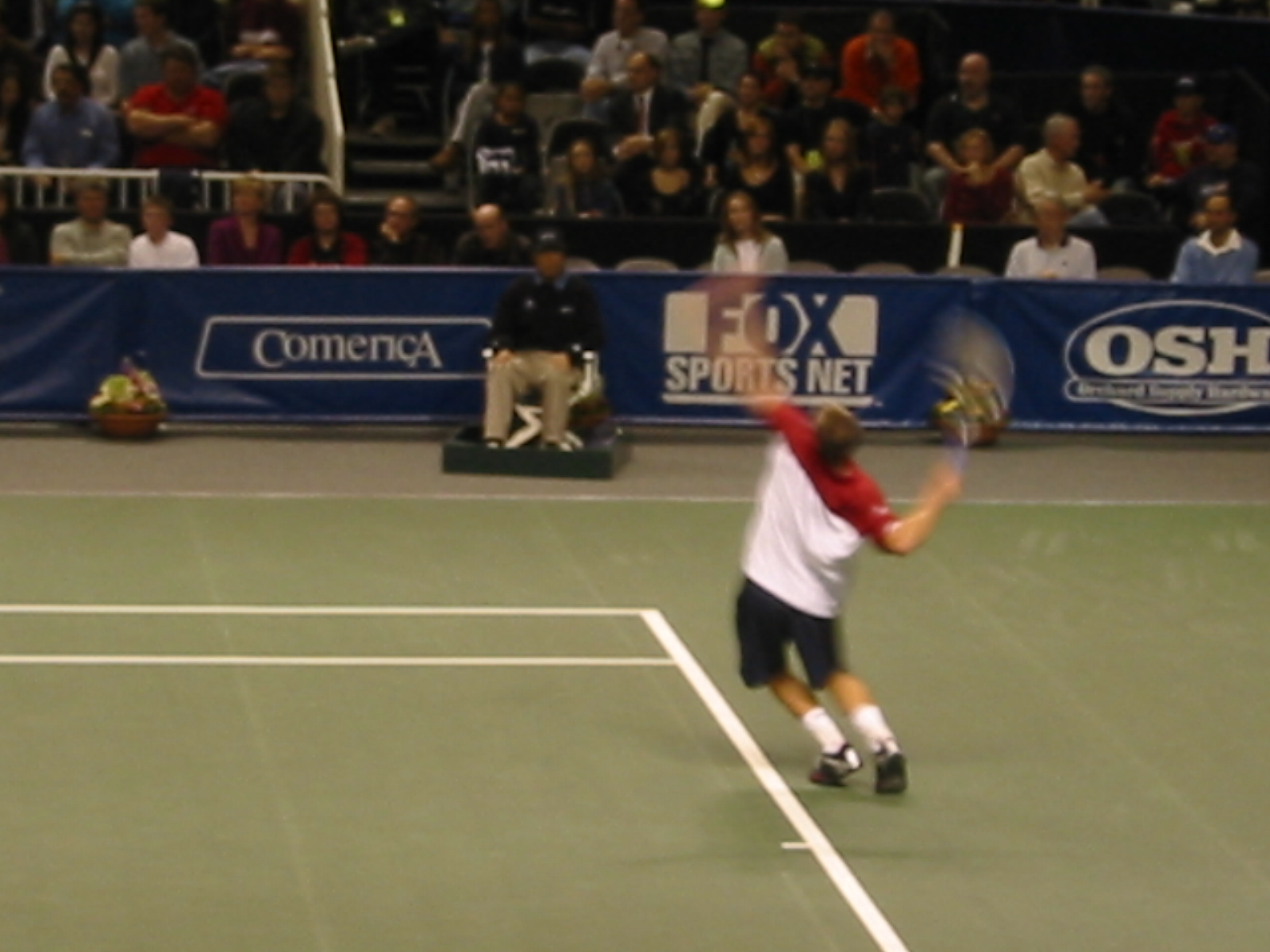
Roddick nel 2004

Dopo la precoce eliminazione a Doha, agli Australian Open raggiunge i quarti di finale senza perdere set e viene eliminato da Marat Safin nel parziale decisivo. Il 2 febbraio 2004 perde la prima posizione mondiale a favore del vincitore del torneo Federer, che non la lascerà per oltre quattro anni. Da quello stesso giorno, la vetta del ranking sarà appannaggio esclusivo dei Big Four Federer, Nadal, Djokovic e Murray fino al 28 febbraio 2022. Vince il primo torneo del 2004 a San Jose sconfiggendo in finale il connazionale Mardy Fish per 7-6, 6-4, mentre non va oltre i quarti a Memphis. Dopo la semifinale persa a Scottsdale esce nei quarti anche a Indian Wells, dove cede in 3 set a Tim Henman. Vince il titolo al Masters di Miami, nei quarti sconfigge il nº 6 del mondo Carlos Moyá e approfitta del ritiro in finale di Guillermo Coria. Al torneo di Houston perde in finale contro Tommy Haas per 3-6, 4-6. Sarà questo il suo risultato più importante in questa stagione sui campi in terra battuta, dato che al Masters di Roma perde al primo turno ed è fuori dal Roland Garros al secondo turno.
Torna nuovamente a vincere un torneo a giugno al Queen's sconfiggendo in finale Sébastien Grosjean per 7-6, 6-4, dopo le vittorie nei confronti dei top 20 Paradorn Srichaphan e Lleyton Hewitt. Raggiunge la sua prima finale a Wimbledon con i successi su Wang Yeu-tzuoo, Alexander Peya, Taylor Dent, Alexander Popp, Sjeng Schalken e Mario Ančić. Nell'incontro che assegna il titolo strappa il primo parziale a Federer, che si impone in 4 set. Vince l'ultimo titolo stagionale a Indianapolis battendo Nicolas Kiefer in finale per 6-2, 6-3. Ai Masters di Toronto e di Cincinnati viene sconfitto prima in finale da Roger Federer, e poi in semifinale da Andre Agassi. Fa il suo esordio olimpico ai Giochi di Atene e perde al terzo turno da Fernando González. Agli US Open viene sconfitto nei quarti da Joachim Johansson al quinto set. Nella finale del torneo di Bangkok cede nuovamente a Federer, che gli concede solo 4 giochi. Alla Tennis Masters Cup sconfigge Henman, Safin e Coria e viene eliminato in semifinale da Lleyton Hewitt per 3-6, 2-6. Nel corso della stagione contribuisce a portare in finale di Coppa Davis gli Stati Uniti vincendo tutti gli incontri disputati, ma nella sfida che assegna il titolo alla Spagna viene sconfitto sia da Moyá che dal diciottenne Rafael Nadal. Chiude l'anno in 2ª posizione dietro a Federer.

### 2005, 5 titoli ATP e seconda finale a Wimbledon

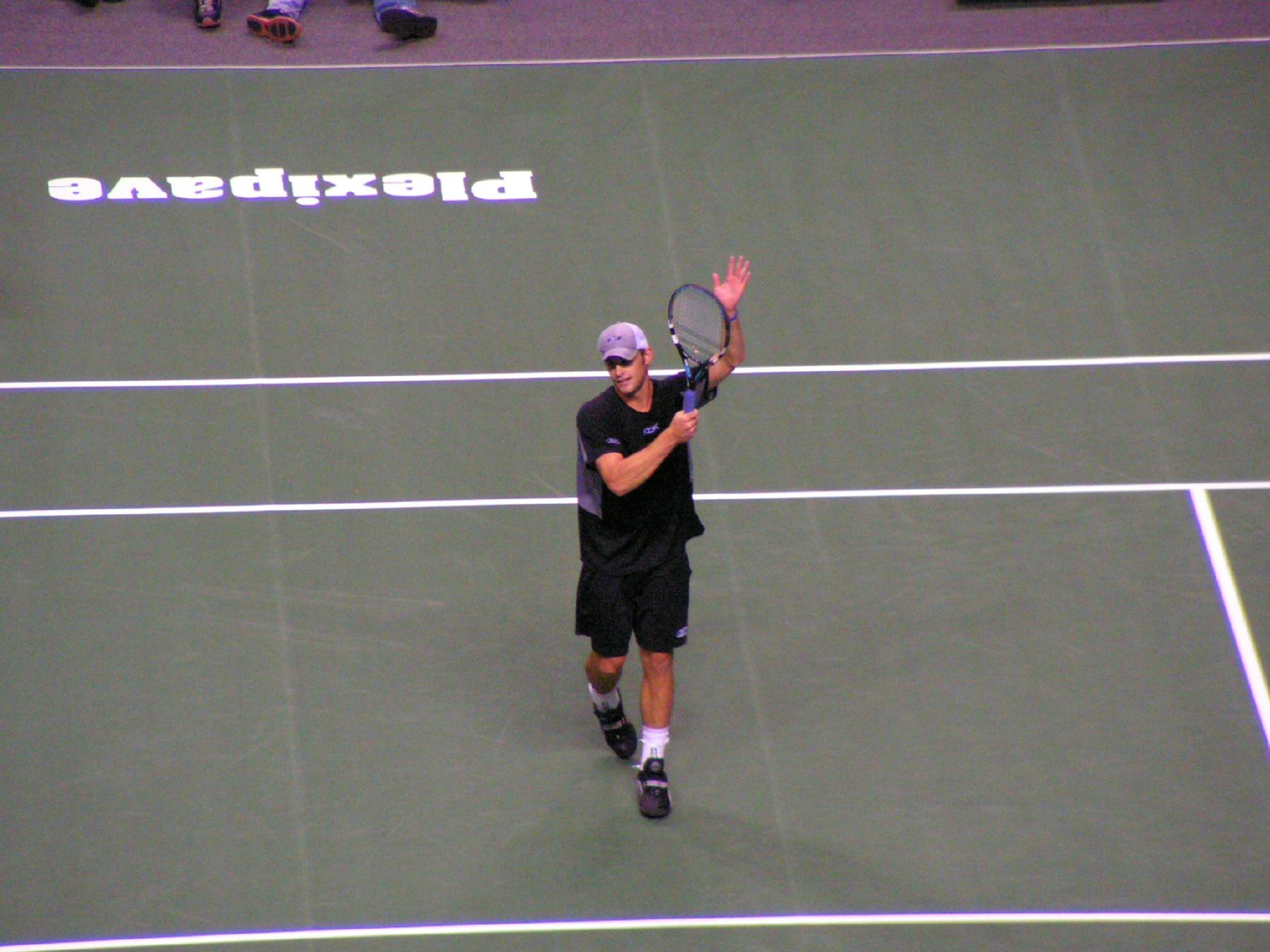
Roddick trionfa a San Jose

Fa l'esordio stagionale agli Australian Open e in semifinale perde nuovamente da Lleyton Hewitt, che si impone al quarto set. Si conferma campione a San Jose battendo in finale in 2 set Cyril Saulnier. A Memphis si ritira prima della semifinale contro Kenneth Carlsen. Subisce la terza sconfitta consecutiva contro Hewitt in semifinale a Indian Wells dopo 3 tie-break. Costretto al ritiro a Miami, vince il torneo di Houston battendo in finale per 6-2, 6-2 Sébastien Grosjean. Spreca 3 match-ball al terzo turno degli Internazionali d'Italia contro Fernando Verdasco, che si impone in rimonta. Dopo l'eliminazione al secondo turno al Roland Garros vince per il terzo anno di fila al Queen's, superando in finale Ivo Karlović con un doppio tie-break.
Torna in finale a Wimbledon dopo aver vinto 3 match al quinto set e ritrova Federer, che ha la meglio in 3 set. A Indianapolis giunge ai quarti di finale, mentre vince a Washington battendo in finale James Blake per 7-5, 6-3. Al Masters di Cincinnati perde in finale contro Federer per 3-6 5-7, dopo avere eliminato il nº 3 del mondo Lleyton Hewitt in semifinale. Agli US Open esce clamorosamente al primo turno per mano di Gilles Müller. Si riscatta vincendo il torneo di Lione, battendo Gaël Monfils 6-3 6-2. Sconfitto in semifinale al Paris Masters da Ivan Ljubičić, nel corso del match subisce un infortunio alla schiena e deve rinunciare a giocare la Tennis Masters Cup.

### 2006: un titolo Masters Series e finale agli US Open in singolare, un titolo ATP in doppio

Roddick esegue un rovescio agli US Open 2006

Inizia la stagione 2006 agli Australian Open e viene eliminato al quarto turno da Marcos Baghdatis. Non va oltre le semifinali a San Jose, sconfitto dal giovane Andy Murray, mentre esce nei quarti a Memphis per mano di Julien Benneteau. Nei primi Masters stagionali viene eliminato negli ottavi a Indian Wells da Igor' Andreev e nei quarti a Miami da David Ferrer. Esce nei quarti anche ai primi tornei su terra battuta a Houston e Roma, mentre è costretto al ritiro durante il match di primo turno al Roland Garros. Rientra al Queen's, dove aveva vinto le ultime tre edizioni, e cede in semifinale a James Blake. Al terzo turno di Wimbledon subisce la seconda sconfitta stagionale da Andy Murray, risultato con cui esce dalla top 10 per la prima volta dall'ottobre 2002.
Vi fa subito rientro raggiungendo la finale a Indianapolis, dove viene nuovamente sconfitto da Blake; si impone invece nel torneo di doppio assieme a Bobby Reynolds con il successo in finale su Paul Goldstein / Jim Thomas. Dopo l'eliminazione nei quarti a Los Angeles, al Masters Series di Cincinnati batte per la prima volta Andy Murray – che aveva vinto i primi due confronti diretti – e si assicura il titolo superando in finale Juan Carlos Ferrero per 6-3, 6-4. Risale al 6º posto del ranking grazie alla finale raggiunta agli US Open, nella quale cede in 4 set nuovamente contro Roger Federer. Perde entrambi i singolari nella semifinale di Coppa Davis vinta 3-2 dalla Russia. Sconfitto in semifinale da Fernando Gonzalez a Vienna, alla Tennis Masters Cup supera Ivan Ljubicic, spreca 3 match-point nel secondo set contro Federer e viene eliminato con la sconfitta subita contro Nalbandian.

### 2007: trionfo in Coppa Davis e 2 titoli ATP

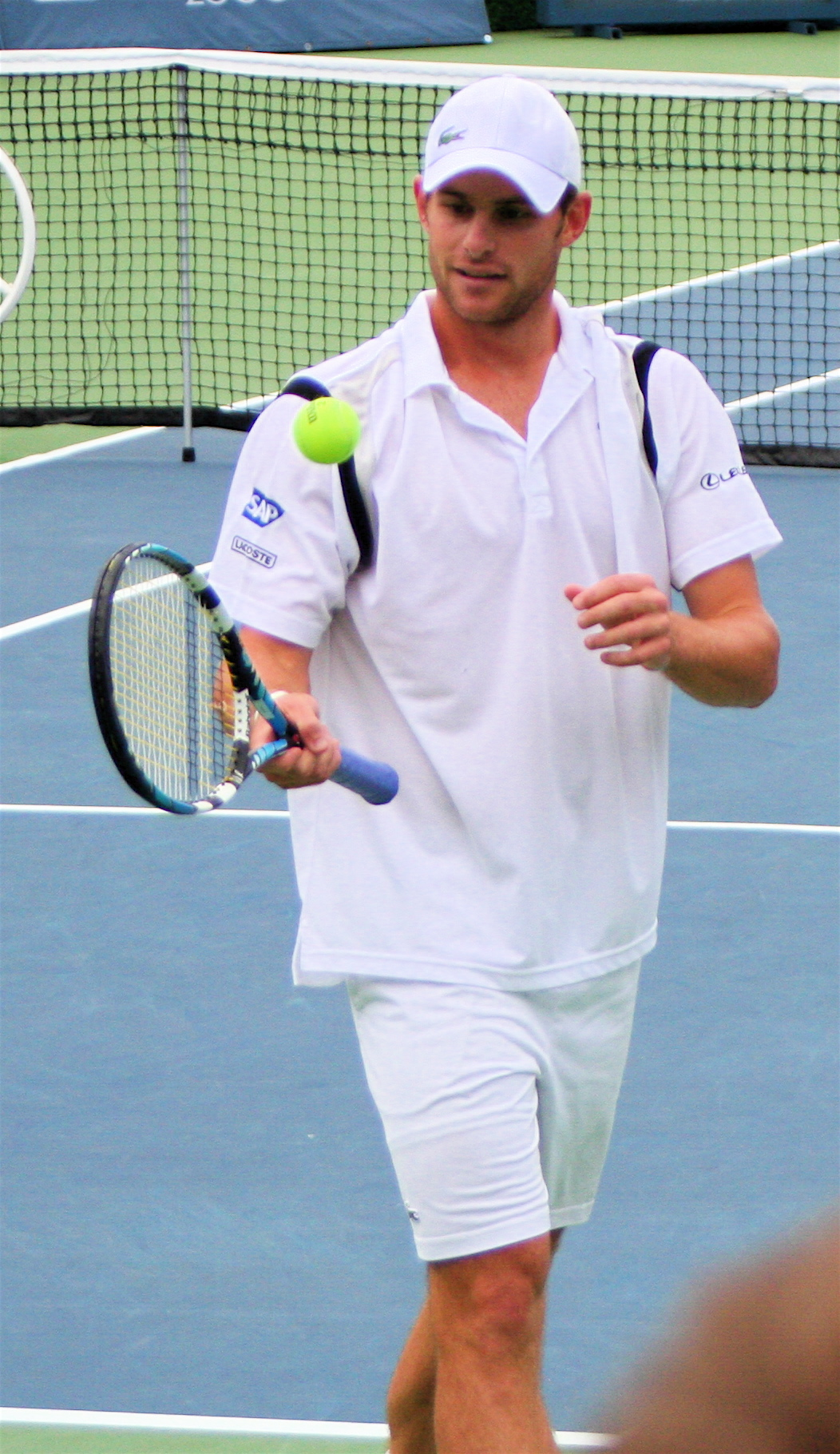
Roddick al Washington Open

Apre il 2007 agli Australian Open e per la terza volta raggiunge la semifinale eliminando tra gli altri Marat Safin e il nº 10 mondiale Mario Ančić, e viene di nuovo eliminato da Federer, che gli concede 6 soli giochi. Esce quindi di scena in semifinale a San Jose per mano di Andy Murray, contro il quale si prende la rivincita a Memphis, dove perde la finale contro Tommy Haas, risultati con cui torna alla 3ª posizione mondiale. A Indian Wells raggiunge la semifinale senza perdere alcun set e dopo aver eliminato il nº 8 ATP Ljubicic cede in 2 set contro il nº 2 Rafael Nadal. Si ritira nei quarti a Miami per un infortunio ai tendini del ginocchio. Dopo essersi imposto a febbraio in entrambi i singolari nella sfida di Coppa Davis con i cechi, ad aprile supera nei quarti Verdasco e gli statunitensi si prendono la rivincita eliminando la Spagna per 4-1. Sconfitto al terzo turno a Roma e nei quarti a Pörtschach, esce di nuovo al primo turno al Roland Garros.
Vince il primo torneo dell'anno al Queen's con il sofferto successo in finale su Nicolas Mahut. Non concede alcun parziale nei match con cui raggiunge i quarti a Wimbledon e viene sconfitto da Richard Gasquet per 6-8 al quinto dopo aver vinto i primi due set. Vince anche il torneo di Washington, superando in finale John Isner. Nei quarti di Montreal esce sconfitto nel suo primo match contro l'allora nº 4 ATP Novak Đoković. All'ultimo Slam dell'anno viene ancora battuto da Federer, questa volta nei quarti, e per la prima volta dopo 4 anni non disputa alcuna finale Slam in stagione. Vince entrambi gli incontri nella semifinale di Davis in cui gli Stati Uniti eliminano la Svezia per 4-1. Supera il round robin alla Tennis Masters Cup e perde a sorpresa in semifinale contro David Ferrer. Roddick si aggiudica per la prima volta la Coppa Davis con il successo per 4-1 sulla Russia, a cui contribuisce vincendo il primo singolare contro Tursunov, chiudendo la manifestazione con un bilancio di 6 vittorie e 0 sconfitte.

### 2008: 3 titoli ATP

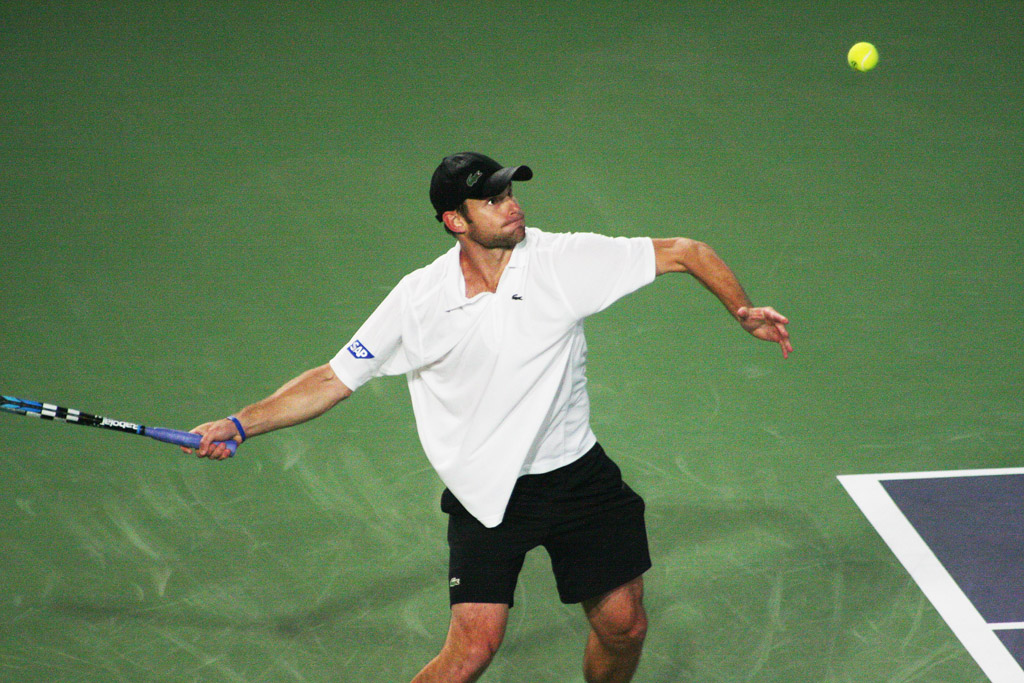
Roddick durante il vittorioso torneo di Pechino

Inizia il 2008 con l'eliminazione al terzo turno agli Australian Open per mano di Kohlschreiber. Si riscatta vincendo il torneo di San Josè superando in finale Radek Štěpánek. Si impone anche a Dubai, dove supera il nº 2 del mondo Rafael Nadal nei quarti, il nº 3 Novak Đoković in semifinale e sconfigge in finale Feliciano López in rimonta. Il 3 aprile interrompe la striscia di 11 sconfitte consecutive contro Federer battendolo nei quarti di finale al Miami Open, dove viene eliminato in semifinale da Nikolaj Davydenko. Si ritira durante la semifinale agli Internazionali d'Italia per un infortunio alla spalla che gli impedisce di giocare al Roland Garros. Al rientro viene sconfitto in semifinale da Rafael Nadal al Queen's, mentre perde al secondo turno contro Tipsarevic a Wimbledon, dove in precedenza non era mai uscito prima del terzo turno.
Eliminato al terzo turno del Canada Masters, non prende parte al torneo di Cincinnati a causa di fastidi muscolari al collo che lo condizionano anche nella finale persa a Los Angeles contro Juan Martín del Potro. Rinuncia alle Olimpiadi di Pechino per preparare gli US Open. Non va invece oltre i quarti di finale sia al torneo di Washington che nello Slam newyorkese, dove viene sconfitto in quattro set dal nº 3 del mondo Đoković. A settembre perde i singolari contro Ferrer e Nadal nella semifinale di Davis vinta 4-1 dalla Spagna. A fine mese si aggiudica il torneo di Pechino battendo in finale Dudi Sela al terzo set. Nella semifinale di Tokio viene sconfitto da Tomáš Berdych, futuro vincitore del torneo. A fine stagione esce nei quarti a Lione e al Masters Series di Parigi Bercy, dove perde in rimonta contro Jo-Wilfried Tsonga. Si deve ritirare alla Masters Cup per un infortunio alla caviglia in allenamento dopo aver perso il primo match contro Andy Murray.

### 2009: un titolo ATP e finale a Wimbledon in singolare, primo Masters 1000 in doppio

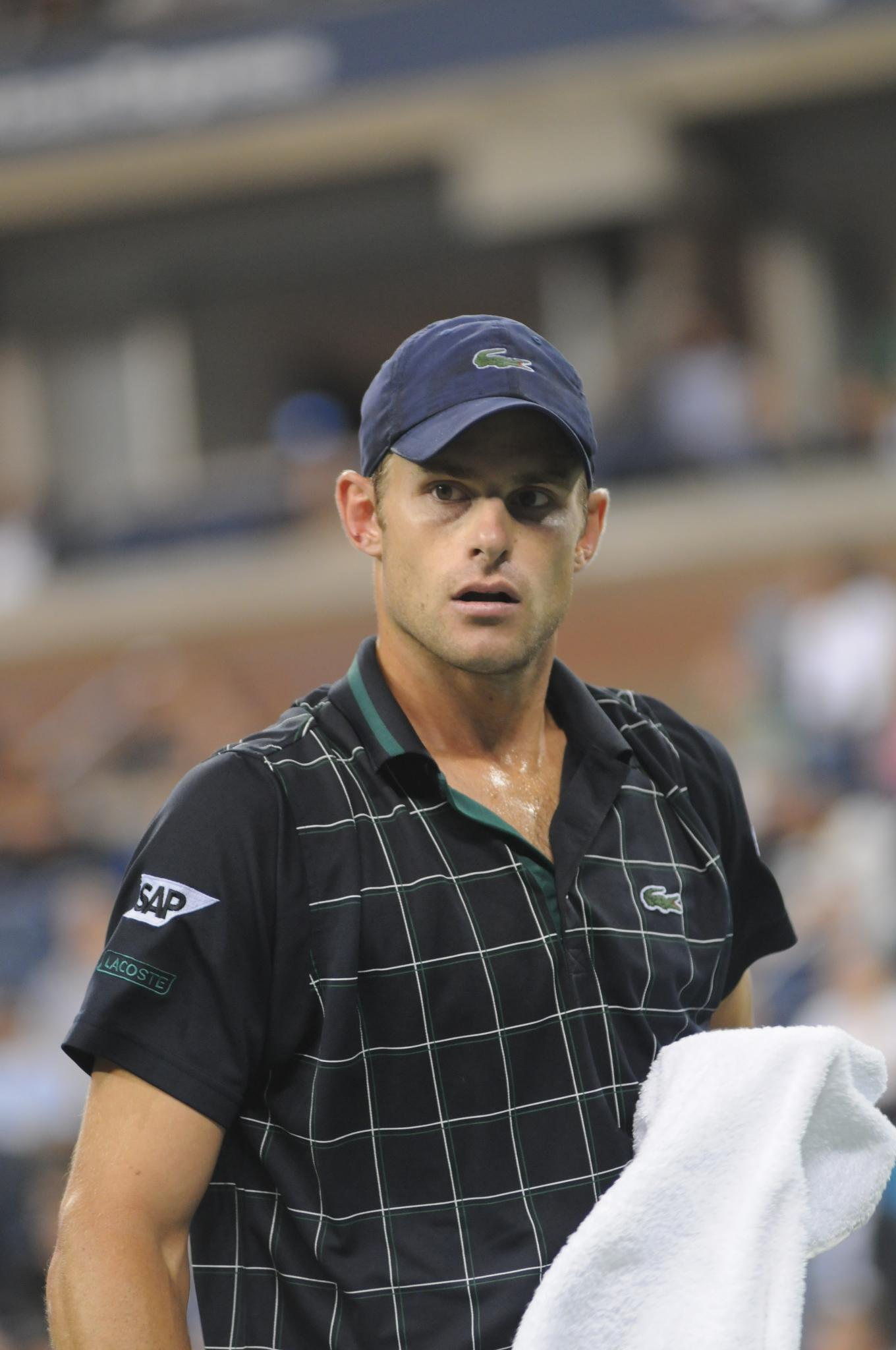
Roddick agli US Open 2009

Esordisce nel 2009 raggiungendo la finale a Doha e viene sconfitto da Andy Murray. Raggiunge quindi la semifinale agli Australian Open e cede in 3 set a Federer. Dopo la sconfitta in semifinale a San Jose da Radek Štěpánek, vince il torneo ATP 500 di Memphis battendo in finale lo stesso Štěpánek con il punteggio di 7-5, 7-5. Non difende il titolo conquistato l'anno precedente a Dubai in segno di solidarietà all'israeliana Shahar Peer, esclusa dal torneo dalle autorità arabe per motivi di sicurezza.
Viene quindi sconfitto in semifinale a Indian Wells da Rafael Nadal, mentre vince il suo primo titolo Masters 1000 in doppio assieme a Mardy Fish battendo in finale Maks Mirny / Andy Ram. A Miami viene eliminato nei quarti di finale da Roger Federer. Torna a giocare a maggio dopo avere saltato il torneo di Roma per via del suo viaggio di nozze, e viene sconfitto nei quarti di finale al Madrid Open in 3 set da Federer. Raggiunge per la prima volta il quarto turno al Roland Garros e viene eliminato da Gaël Monfils.
Si ritira durante la semifinale al Queen's a causa di una distorsione al ginocchio. A luglio torna per la terza volta in finale a torneo di Wimbledon dopo avere sconfitto Lleyton Hewitt nei quarti al quinto set dopo tre ore e 51 minuti. In semifinale supera in 4 set Andy Murray e in finale soccombe a Roger Federer, che si impone per 16-14 al quinto set; Roddick si consola stabilendo il record per il maggior numero di game vinti in una finale di Wimbledon. Perde in finale a Washington da Juan Martín del Potro dopo aver vinto il primo set. L'argentino lo supera in rimonta anche in semifinale a Montréal, mentre agli US Open perde al terzo turno da John Isner al tie-break del quinto set. Dopo la finale di doppio persa a Pechino in coppia con Mark Knowles, si infortuna a un ginocchio anche al secondo turno di Shanghai e deve chiudere in anticipo la stagione.

### 2010: titolo a Miami e in un altro torneo ATP

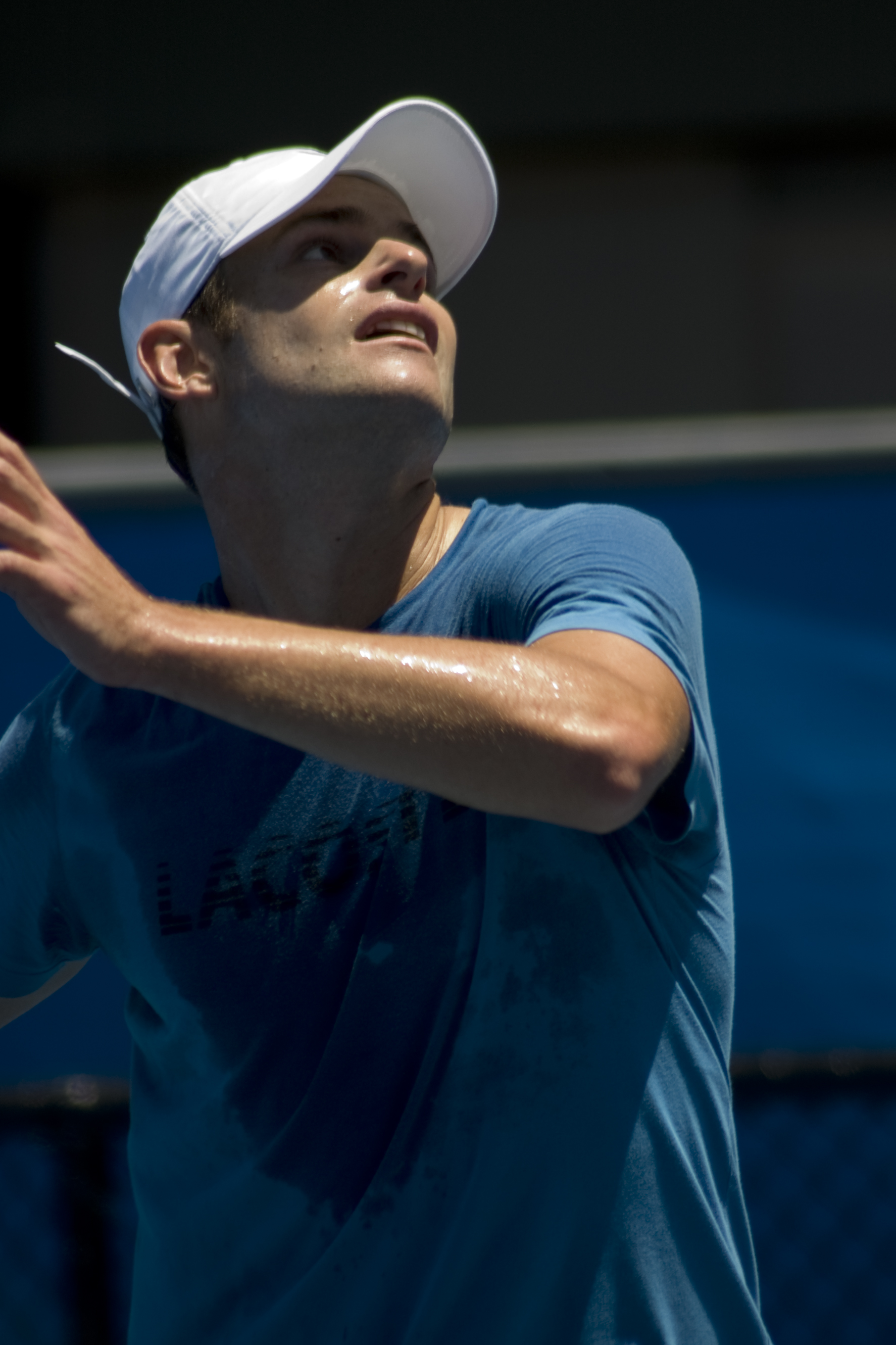
Roddick agli Australian Open 2010

Inizia l'anno vincendo il primo torneo stagionale a Brisbane, sconfiggendo nuovamente in finale Radek Štěpánek dopo 2 tie-break; diventa così il terzo giocatore in attività ad avere vinto più titoli ATP; lo precedono Nadal con 36 e Federer con 61. In quei giorni annuncia che non prenderà parte alla Coppa Davis 2010 per salvaguardare le condizioni del ginocchio, ancora convalescente. Agli Australian Open viene eliminato nei quarti di finale da Marin Čilić dope aver rimontato i primi due set persi. Arriva in finale a San José e viene sconfitto da Fernando Verdasco. Non supera i quarti di finale a Memphis, dove era campione uscente.
A Indian Wells ha la meglio in semifinale sul nº 7 del mondo Robin Söderling e, alla sua ottava finale in un Masters 1000, perde dopo 2 tie-break contro Ivan Ljubičić. Al Masters 1000 di Miami perde il primo set del torneo in semifinale contro Rafael Nadal e si impone per 6-3 nel parziale decisivo. Alla sua nona finale in un Masters 1000 non concede alcuna palla break a Tomáš Berdych e vince con il punteggio di 7-5, 6-4 aggiudicandosi il quinto titolo in un Masters 1000, il primo dal 2005. Si prende una pausa e rinuncia poi al Masters di Madrid per un virus intestinale. Fa il suo rientro al Roland Garros ed esce al terzo turno, così come nel successivo torneo del Queen's. A Wimbledon viene sorprendentemente eliminato al quarto turno da Yen Hsun Lu, che si impone per 9-7 al quinto set.
Ad Atlanta esce sconfitto in semifinale da Mardy Fish, mentre a Washington non va oltre il secondo turno. Dopo questa sconfitta scopre di essere afflitto da una leggera forma di mononucleosi e salta il Masters di Toronto. Durante la trasferta americana esce per 4 settimane dalla top 10 e vi rientra arrivando in semifinale a Cincinnati dopo avere sconfitto tra gli altri Söderling e Đoković, e viene di nuovo eliminato da Mardy Fish. Agli US Open viene inaspettatamente eliminato al secondo turno da Janko Tipsarević. A Tokyo raggiunge i quarti di finale e viene sconfitto da Gaël Monfils, mentre a Shanghai si ritira al secondo turno per un infortunio all'inguine. Torna a giocare a Basilea e in semifinale raccoglie 6 giochi contro Federer. Si ferma ai quarti al Masters di Parigi-Bercy, sconfitto dal futuro vincitore del torneo Robin Söderling. Si qualifica per le ATP World Tour Finals (ex Masters Cup) ed esce di scena con 3 sconfitte nel round robin.

### 2011: un titolo ATP e uscita dalla top 10

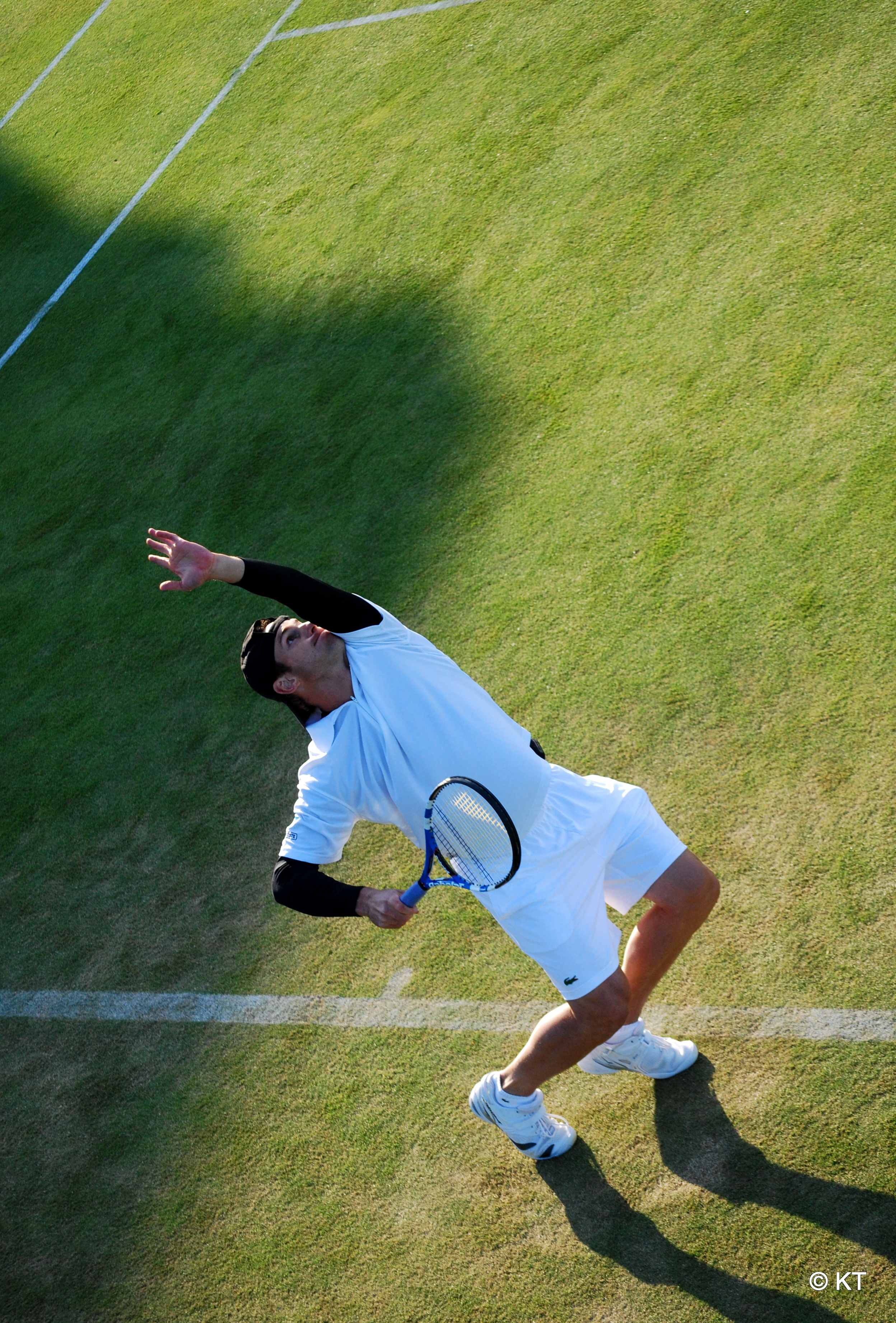
Roddick al Queen's nel 2011

All'esordio stagionale torna a disputare la finale a Brisbane e viene sconfitto da Robin Söderling per 3-6 5-7. Ai successivi Australian Open esce di scena negli ottavi di finale per mano di Stan Wawrinka. A febbraio vince il titolo a Memphis, elimina Lleyton Hewitt e Juan Martín del Potro – con il quale non aveva mai vinto – e ha la meglio in finale sull'emergente Milos Raonic con il punteggio di 7-6, 6-7, 7-5. Dopo essersi aggiudicato i due singolari nel confronto di Coppa Davis vinto 4-1 contro il Cile, a Indian Wells supera James Blake e John Isner e cede al quarto turno a Richard Gasquet, mentre perde al turno di esordio a Miami, dove era campione uscente, ed esce di nuovo dalla top 10. Esce al primo turno anche a Madrid e agli Internazionali d'Italia. Nel torneo di doppio romano raggiunge con Mardy Fish la finale in doppio – l'ultima raggiunta da Roddick nella specialità – eliminano nei quarti i numeri 1 del mondo Bob e Mike Bryan e danno forfait prima della finale per l'infortunio subito da Roddick alla spalla, che lo costringerà rinunciare anche all'Open di Francia.
Torna in campo al Queen's e viene sconfitto in semifinale da Andy Murray, mentre esce di scena al terzo turno a Wimbledon per mano di Feliciano López. L'8 luglio disputa il suo ultimo incontro in carriera in Coppa Davis in occasione dei quarti di finale persi 3-1 contro la Spagna e viene sconfitto in 3 set da David Ferrer. Dopo essere rientrato nella top 10 a giugno ed esservi rimasto per 6 settimane, ne esce definitivamente il 25 luglio. Salta i primi tornei americani di fine estate per un problema agli addominali e al rientro esce al primo turno a Cincinnati, dove l'anno precedente era giunto in semifinale, a fine torneo esce dalla top 20 per la prima volta dall'agosto 2001. Sconfitto in semifinale anche a Winston-Salem, da John Isner, agli US Open raggiunge i quarti con il successo sul nº 5 del mondo David Ferrer e viene sconfitto da Rafael Nadal, che gli concede 6 soli giochi. Negli ultimi tornei stagionali raggiunge i quarti al Masters 1000 di Shanghai – dove Ferrer si prende la rivincita – e a Basilea, dove per l'ennesima volta viene sconfitto da Roger Federer. Non supera il terzo turno al Paris Masters. Chiude il 2011 al 14º posto del ranking, prima volta dopo nove anni che termina la stagione fuori dalla top 10.

### 2012: ultimi 2 titoli ATP e ritiro

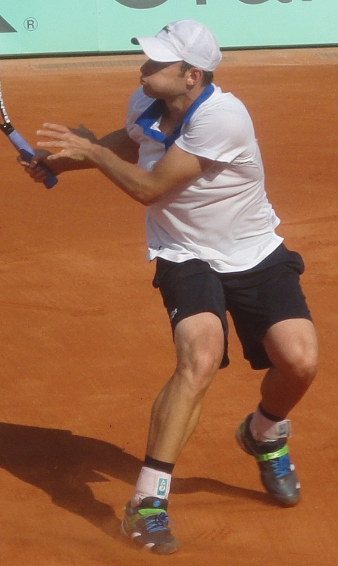
Roddick al Roland Garros 2012

Apre il 2012 all'Australian Open e si ritira durante il match di secondo turno per un problema alla caviglia. Eliminato nei quarti a San José da Denis Istomin, perde al turno di esordio a Memphis, dove difendeva il titolo vinto l'anno precedente. La settimana successiva viene eliminato nei quarti anche a Delray Beach. Non supera il terzo turno a Indian Wells, dove cede in tre set al nº 7 del mondo Tomáš Berdych. Al terzo turno di Miami affronta per la 24ª e ultima volta Federer e consegue la sua terza vittoria prima di essere eliminato al quarto turno da Juan Mónaco. Un infortunio all'anca lo tiene lontano dalle competizioni per i successivi due mesi. Rientra a maggio e perde i 3 match giocati alla World Team Cup e quelli al turno di esordio all'Open di Francia e al Queen's. Torna al successo a Eastbourne, dove in semifinale contro Steve Darcis consegue il suo 600º successo nel circuito maggiore. In finale sconfigge il campione uscente Andreas Seppi con il punteggio di 6-3, 6-2, conquistando il 31º titolo in singolare in carriera. Esce al terzo turno a Wimbledon per mano di David Ferrer.
Vince il suo secondo torneo stagionale e l'ultimo della carriera ad Atlanta, battendo in finale Gilles Müller con il punteggio di 1-6, 7-6, 6-2. Ai Giochi di Londra cede al secondo turno al nº 2 del mondo Novak Đoković, che gli concede 3 soli giochi. Eliminato al primo turno a Cincinnati e al terzo a Winston-Salem, prende parte agli US Open come testa di serie nº 20 e dopo il successo al primo turno su Rhyne Williams annuncia a sorpresa che lo Slam americano sarà il suo ultimo torneo da professionista. Vince i suoi ultimi incontri eliminando Bernard Tomić e Fabio Fognini e perde l'ultimo match negli ottavi contro Juan Martín del Potro con il punteggio di 7-6, 6-7, 2-6, 4-6. Lascia il tennis con le lacrime agli occhi e con la standing ovation dell'Arthur Ashe Stadium, con il suo ritiro gli Stati Uniti rimarranno senza giocatori in attività ad avere vinto almeno un torneo dello Slam.

## Dopo il ritiro
Nel luglio 2015 fa la sua ultima isolata apparizione nel circuito professionistico prendendo parte al torneo di doppio dell'Atlanta Open in coppia con Mardy Fish, vincono il primo match contro Lu Yen-hsun / Jonathan Marray e vengono eliminati nei quarti da Eric Butorac / Artem Sitak. Il 22 luglio 2017, in occasione delle semifinali del torneo di Newport, entra ufficialmente a fare parte della International Tennis Hall of Fame.

## Record

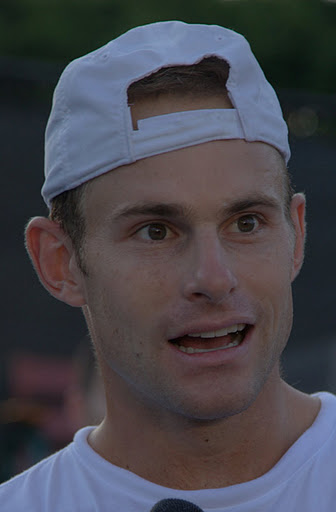
Andy nel 2010

È stato il secondo più giovane giocatore statunitense dopo John McEnroe, e il quinto di sempre dopo Carlos Alcaraz,  Lleyton Hewitt, Marat Safin e lo stesso McEnroe, a diventare numero 1 del ranking ATP, all'età di 21 anni il 3 novembre 2003, il suo anno magico che terminerà da numero 1. Resterà in vetta per tredici settimane, superato poi da Roger Federer, il 2 febbraio del 2004 (dopo la vittoria di quest'ultimo agli Australian Open).
È stato il quarto tennista di sempre a diventare nº 1 del ranking ATP dopo essere stato nº 1 del ranking mondiale juniores.
Ha detenuto, dal 24 settembre 2004 al 5 marzo 2011, il primato del servizio più veloce della storia del tennis con 249,5 km/h (155 mph), stabilito contro Vladimir Volčkov nella semifinale di Coppa Davis che vedeva opposti gli Stati Uniti alla Bielorussia, per poi essere superato da Ivo Karlović, sempre in Coppa Davis. Attualmente l'americano detiene il record per il servizio più veloce in una prova dello Slam: 244 km/h (152 mph), ottenuto al primo turno dello US Open del 2004 contro Scoville Jenkins.
È l'unico giocatore americano e l'unico nell'Era Open assieme a Patrick Rafter e Rafael Nadal capace di vincere nello stesso mese i Masters 1000 di Montréal e Cincinnati e gli US Open. Roddick vi riuscì nel 2003, mentre Rafter e Nadal rispettivamente nel 1998 e nel 2013.
È stato capace di vincere almeno un torneo ogni anno per dodici anni dal 2001 al 2012: il record assoluto spetta a Rafael Nadal, che nella sua carriera è riuscito a vincere almeno un torneo per diciannove anni consecutivi, dal 2004 al 2022.
Inoltre Roddick detiene altri record minori: quello per il maggior numero di giochi vinti in una finale di un torneo dello Slam (39, Wimbledon 2009) e il maggior numero consecutivo di tie-breaks consecutivi vinti in una stagione (diciotto nel 2007).

## Vita privata
Nel 2009 si è sposato con la supermodella e attrice statunitense Brooklyn Decker. Il 14 ottobre 2015 nasce il loro primogenito Hank. Il 27 novembre del 2017 è nata la secondogenita della coppia, Stevie. 
Dal 2001 dirige insieme alla madre la Andy Roddick Foundation, che ha lo scopo di sostenere a livello economico i bambini più bisognosi con particolare attenzione rivolta alle vittime di abusi o ai colpiti dalle malattie più invalidanti.

## Stile di gioco
Lo stile di gioco di Roddick era prettamente di tipo offensivo, caratterizzato da pesanti e penetranti colpi da fondo e da discese a rete per chiudere il punto; i suoi punti di forza erano senz'altro il servizio e il diritto, mentre il rovescio e la mobilità erano quelli deboli. Praticava anche il serve and volley.

### Servizio

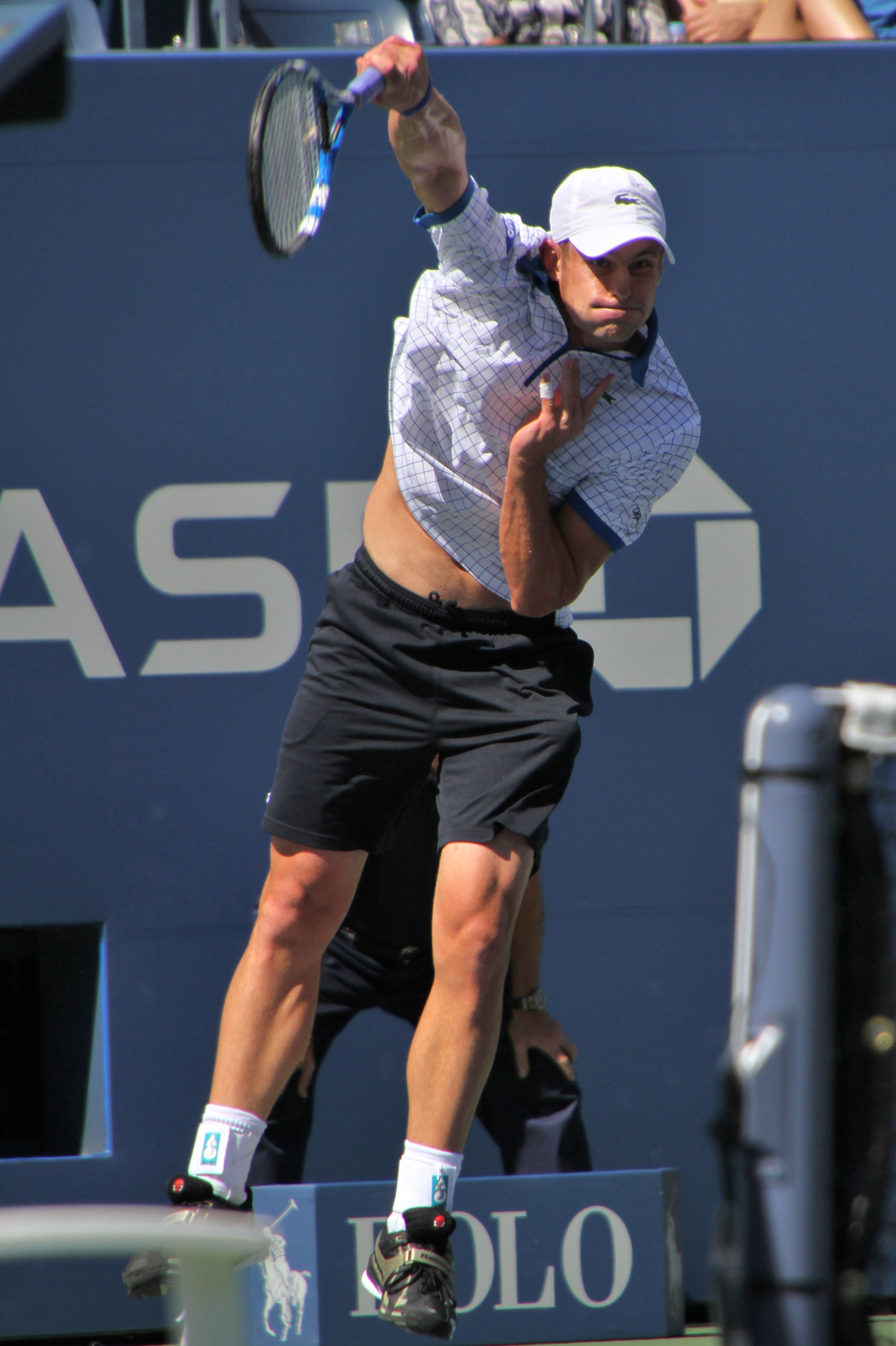
Roddick al servizio

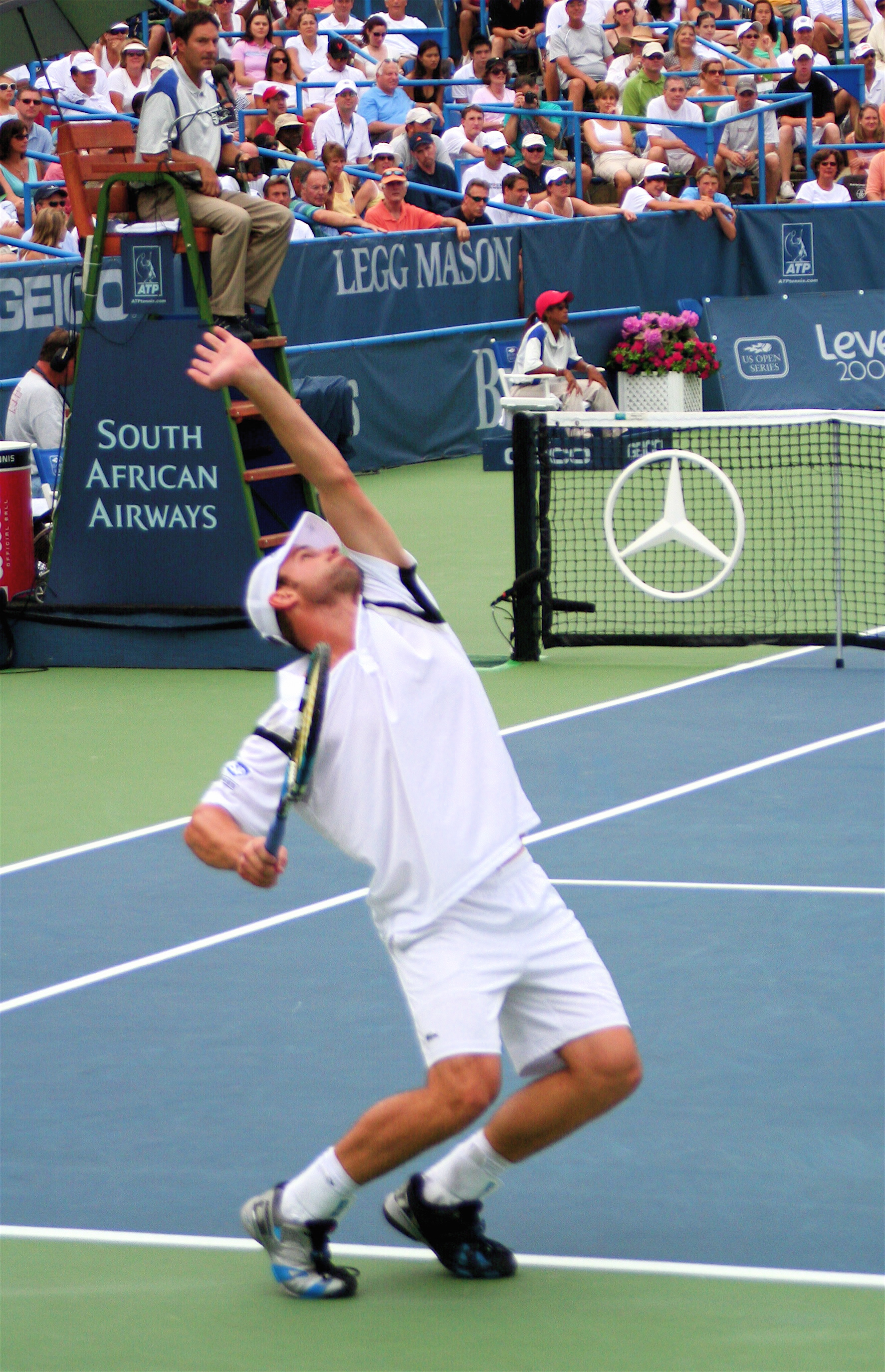
Il servizio di Roddick

Il servizio era probabilmente uno dei più potenti ed efficaci della storia del tennis professionistico. Dalle statistiche sopra citate, si può capire che il colpo migliore di Roddick fosse senza dubbio il servizio: con la sua prima di servizio (sia centrale, sia esterna) superava spesso i 225 km/h (140 mph), fino ad arrivare al suo record personale, battuto solo da Ivo Karlović, da Samuel Groth e da John Isner, che era di 249 km/h (155 mph). Il movimento del suo servizio era molto veloce ed esplosivo, il che trasferiva la potenza alla palla. La sua prima di servizio era piatta e molto violenta e con questa conquistava la maggior parte dei punti; Roddick aveva anche un'ottima seconda, di solito un pesante kick alternato, a volte, a servizi slice molto angolati. Usava molto top-spin nel servizio e la sua torsione durante il servizio produceva un rimbalzo più alto. Era l'unico colpo che non lo ha mai tradito, nemmeno durante i suoi periodi di crisi, a differenza del diritto, che, con il tempo, è leggermente regredito in termini di efficacia. Ovviamente i risultati più evidenti li otteneva sulle superfici più veloci (cemento ed erba).

### Gioco a rete e volée
Grazie alla potenza dei suoi servizi non era raro che Roddick si cimentasse nel serve and volley: le sue prime devastanti gli consentivano di disporre dell'avversario a piacimento, colpendo facili volée. Era un giocatore d'attacco, quindi, di solito, durante lo scambio, si affacciava a rete con approcci potenti di diritto o slice di rovescio. Tuttavia Roddick non era affatto un giocatore di tocco e aveva un gioco a rete piuttosto scadente, ma era proprio il servizio a permettergli di potere usare il serve and volley. Giocava una volée di diritto più sicura rispetto a quella di rovescio, che era la meno efficace. È stato proprio a causa di un errore grossolano su una facile volée alta di rovescio che Andy non ha chiuso il tie-break del secondo set (che poi avrebbe perso) della finale di Wimbledon 2009 contro Federer. Nonostante ciò, grazie alla sua statura, l'americano era un giocatore che copriva molto bene la rete e difficile da passare, anche se prediligeva il gioco da fondo campo.

### Diritto

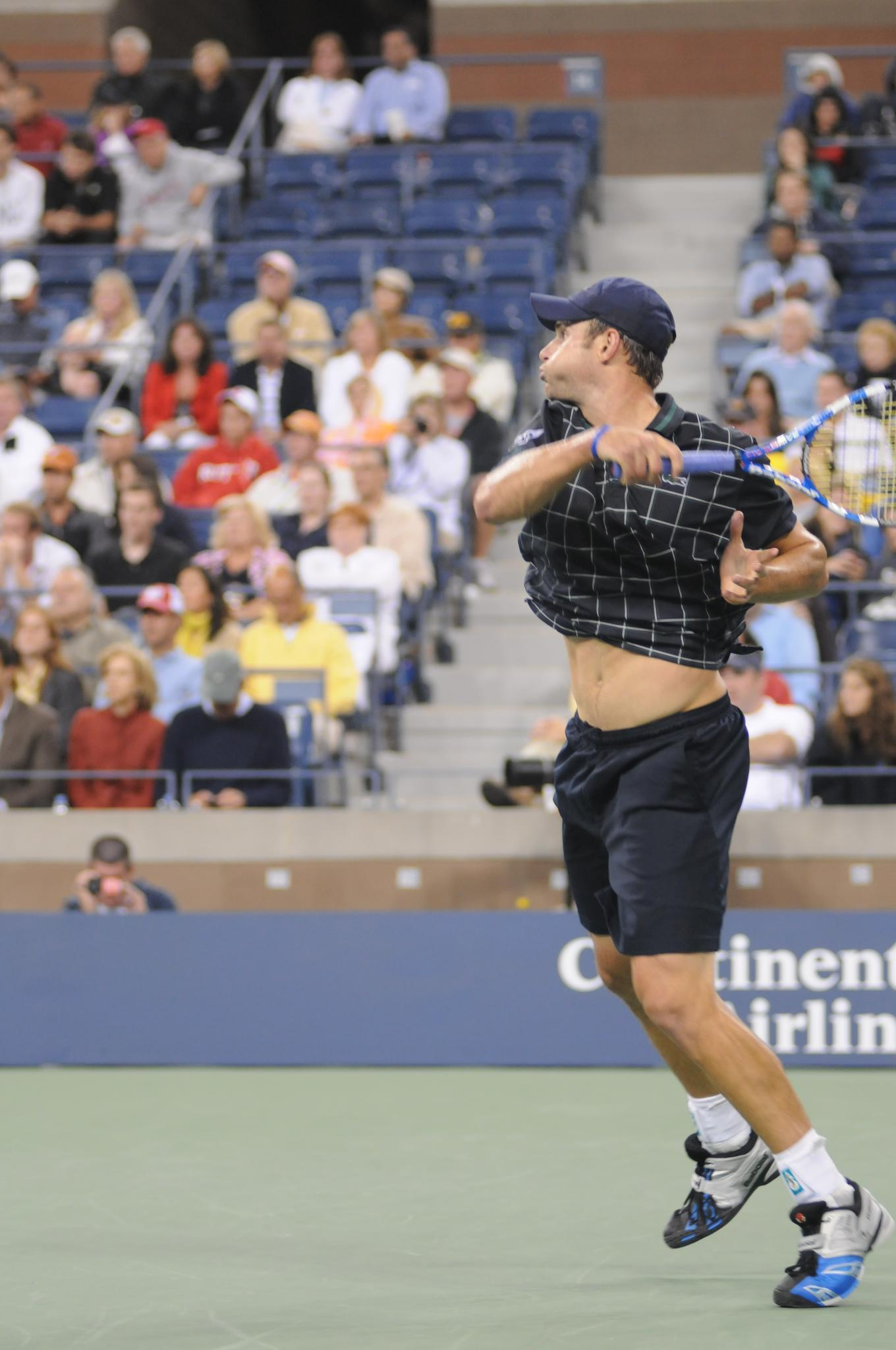
il dritto di Roddick

Dei due fondamentali, il migliore di Roddick era senza dubbio il dritto: lo colpiva di solito molto piatto, rendendolo devastante, soprattutto sul veloce, ed era uno dei migliori del circuito: non era raro che superasse i 160 km/h fino ad un culmine di oltre 180 km/h, e Roddick era uno dei pochi in grado di eseguirlo con tale potenza. La tattica più adottata dall'americano era il cosiddetto "servizio e diritto", in cui sfruttava il potentissimo servizio e questo colpo, realizzando molti vincenti.

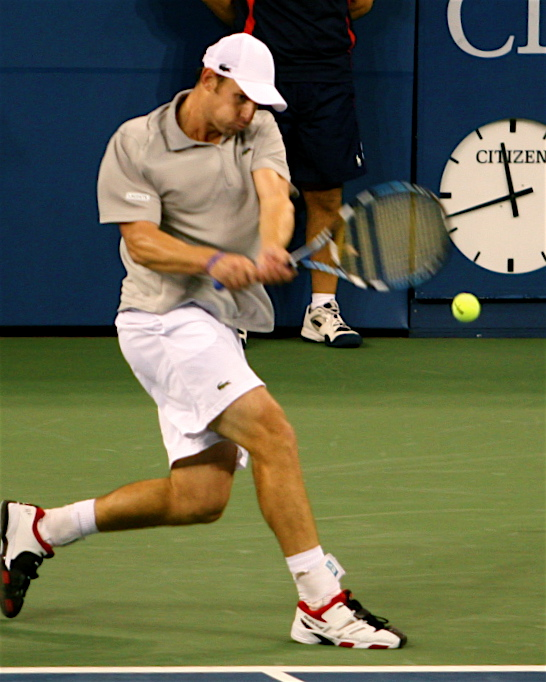
il rovescio di Roddick

Roddick, inoltre, faceva largo uso del dritto anomalo (spostandosi e colpendo di dritto anche dalla parte sinistra del campo, zona di solito riservata al rovescio, colpo che Roddick tendeva a coprire e proteggere con questo colpo), con il quale riusciva a essere molto profondo ed efficace e dal quale otteneva molti punti vincenti, spesso lasciando fermo l'avversario. Inoltre era in possesso di un ottimo dritto in corsa, che gli permetteva di mettere spesso a segno dei passanti vincenti.

### Rovescio
Il vero tallone di achille di Roddick, oltre al gioco a rete, era il rovescio bimane, che era a malapena un colpo di contenimento, con il quale non era solito fare dei vincenti; era un colpo molto attaccabile, anche se migliorato nel tempo: infatti, ne uscivano spesso traiettorie corte e ne risentiva la precisione; il movimento di questo colpo risultava poco fluido, molto meccanico e lento, senza molta spinta delle gambe, il che influiva molto sull'efficacia di questo colpo. In più Roddick giocava anche il rovescio in back, che risultava tuttavia poco efficace. Negli ultimi anni, grazie anche al cambio di coach, questo colpo era diventato un po' più sicuro per l'americano, che riusciva ad ottenere qualche vincente in più rispetto al passato. Inoltre il rovescio slice, migliorato durante gli anni, era diventato con il tempo un colpo d'approccio, che permetteva a Roddick di attaccare e di presentarsi a rete.

## Statistiche

### Singolare

#### Vittorie (32)
| Legenda                                                       |
| Grande Slam (1)                                               |
| Tennis Masters Cup / ATP World Tour Finals (0)                |
| Masters Series / ATP World Tour Masters 1000 (5)              |
| ATP International Series Gold / ATP World Tour 500 Series (5) |
| ATP International Series / ATP World Tour 250 Series (21)     |

| Legenda superfici |
| Cemento (21)      |
| Terra (5)         |
| Erba (5)          |
| Sintetico (1)     |

| N.  | Data              | Torneo                                                 | Superficie       | Avversario in finale | Punteggio              |
| 1.  | 23 aprile 2001    | Atlanta Tennis Challenge, Atlanta (1)                  | Terra verde      | Xavier Malisse       | 6-2, 6-4               |
| 2.  | 30 aprile 2001    | U.S. Men's Clay Court Championships, Houston (1)       | Terra rossa      | Hyung-Taik Lee       | 7-5, 6-3               |
| 3.  | 13 agosto 2001    | Washington Open, Washington (1)                        | Cemento          | Sjeng Schalken       | 6-2, 6-3               |
| 4.  | 18 febbraio 2002  | U.S. National Indoor Tennis Championships, Memphis (1) | Cemento indoor   | James Blake          | 6-4, 3-6, 7-5          |
| 5.  | 22 aprile 2002    | U.S. Men's Clay Court Championships, Houston (2)       | Terra rossa      | Pete Sampras         | 7-6(9), 6-3            |
| 6.  | 19 maggio 2003    | St. Pölten International, St. Pölten                   | Terra rossa      | Nikolaj Davydenko    | 6-3, 6-2               |
| 7.  | 9 giugno 2003     | Queen's Club Championships, Londra (1)                 | Erba             | Sébastien Grosjean   | 6-3, 6-3               |
| 8.  | 21 giugno 2003    | Indianapolis Tennis Championships, Indianapolis (1)    | Cemento          | Paradorn Srichaphan  | 7-6(2), 6-4            |
| 9.  | 4 agosto 2003     | Canadian Open, Montréal                                | Cemento          | David Nalbandian     | 6-1, 6-3               |
| 10. | 11 agosto 2003    | Cincinnati Open, Cincinnati (1)                        | Cemento          | Mardy Fish           | 4-6, 7-6(3), 7-6(4)    |
| 11. | 25 agosto 2003    | US Open, New York                                      | Cemento          | Juan Carlos Ferrero  | 6-3, 7-6(2), 6-3       |
| 12. | 9 febbraio 2004   | Pacific Coast Championships, San Jose (1)              | Cemento indoor   | Mardy Fish           | 7-6(13), 6-4           |
| 13. | 22 marzo 2004     | Miami Open, Miami (1)                                  | Cemento          | Guillermo Coria      | 6(2)-7, 6-3, 6-1, rit. |
| 14. | 7 giugno 2004     | Queen's Club Championships, Londra (2)                 | Erba             | Sébastien Grosjean   | 7-6(4), 6-4            |
| 15. | 19 luglio 2004    | Indianapolis Tennis Championships, Indianapolis (2)    | Cemento          | Nicolas Kiefer       | 6-2, 6-3               |
| 16. | 7 febbraio 2005   | Pacific Coast Championships, San Jose (2)              | Cemento          | Cyril Saulnier       | 6-0, 6-4               |
| 17. | 24 aprile 2005    | U.S. Men's Clay Court Championships, Houston (3)       | Terra rossa      | Sébastien Grosjean   | 6-2, 6-2               |
| 18. | 6 giugno 2005     | Queen's Club Championships, Londra (3)                 | Erba             | Ivo Karlović         | 7-6(7), 7-6(4)         |
| 19. | 1º agosto 2005    | Washington Open, Washington (2)                        | Cemento          | James Blake          | 7-5, 6-3               |
| 20. | 24 ottobre 2005   | Grand Prix de Tennis de Lyon, Lione                    | Sintetico indoor | Gaël Monfils         | 6-3, 6-2               |
| 21. | 20 agosto 2006    | Cincinnati Open, Cincinnati (2)                        | Cemento          | Juan Carlos Ferrero  | 6-3, 6-4               |
| 22. | 17 giugno 2007    | Queen's Club Championships, Londra (4)                 | Erba             | Nicolas Mahut        | 4-6, 7-6(7), 7-6(2)    |
| 23. | 5 agosto 2007     | Washington Open, Washington (3)                        | Cemento          | John Isner           | 6-4, 7-6(4)            |
| 24. | 24 febbraio 2008  | Pacific Coast Championships, San Jose (2)              | Cemento indoor   | Radek Štěpánek       | 6-4, 7-5               |
| 25. | 8 marzo 2008      | Dubai Tennis Championships, Dubai                      | Cemento          | Feliciano López      | 6(8)-7, 6-4, 6-2       |
| 26. | 28 settembre 2008 | China Open, Pechino                                    | Cemento          | Dudi Sela            | 6-4, 6(6)-7, 6-3       |
| 27. | 22 febbraio 2009  | U.S. National Indoor Tennis Championships, Memphis (2) | Cemento indoor   | Radek Štěpánek       | 7-5, 7-5               |
| 28. | 10 gennaio 2010   | Brisbane International, Brisbane                       | Cemento          | Radek Štěpánek       | 7-6(2), 7-6(7)         |
| 29. | 4 aprile 2010     | Miami Open, Miami (2)                                  | Cemento          | Tomáš Berdych        | 7-5, 6-4               |
| 30. | 20 febbraio 2011  | U.S. National Indoor Tennis Championships, Memphis (3) | Cemento indoor   | Milos Raonic         | 7-6(7), 6(11)-7, 7-5   |
| 31. | 23 giugno 2012    | Eastbourne International, Eastbourne                   | Erba             | Andreas Seppi        | 6-3, 6-2               |
| 32. | 22 luglio 2012    | Atlanta Open, Atlanta (2)                              | Cemento          | Gilles Müller        | 1-6, 7-6(2), 6-2       |

#### Finali perse (20)
| Legenda                                 |
| Grande Slam (4)                         |
| Tennis Masters Cup / Grand Slam Cup (0) |
| ATP World Tour Masters 1000 (4)         |
| ATP World Tour 500 Series (3)           |
| ATP World Tour 250 Series (9)           |

| N.  | Data              | Torneo                                                 | Superficie     | Avversario in finale  | Punteggio                       |
| 1.  | 11 marzo 2002     | International Tennis Championships, Delray Beach       | Cemento        | Davide Sanguinetti    | 4-6, 6-4, 4-6                   |
| 2.  | 5 agosto 2002     | Canadian Open, Toronto (1)                             | Cemento        | Guillermo Cañas       | 4-6, 5-7                        |
| 3.  | 24 febbraio 2003  | U.S. National Indoor Tennis Championships, Memphis (1) | Cemento indoor | Taylor Dent           | 1-6, 4-6                        |
| 4.  | 28 aprile 2003    | U.S. Men's Clay Court Championships, Houston (1)       | Terra rossa    | Andre Agassi          | 6-3, 3-6, 4-6                   |
| 5.  | 19 aprile 2004    | U.S. Men's Clay Court Championships, Houston (2)       | Terra rossa    | Tommy Haas            | 3-6, 4-6                        |
| 6.  | 4 luglio 2004     | Torneo di Wimbledon, Londra (1)                        | Erba           | Roger Federer         | 6-4, 5-7, 6(3)-7, 4-6           |
| 7.  | 2 agosto 2004     | Canadian Open, Toronto (2)                             | Cemento        | Roger Federer         | 5-7, 3-6                        |
| 8.  | 4 ottobre 2004    | Thailand Open, Bangkok                                 | Cemento indoor | Roger Federer         | 4-6, 0-6                        |
| 9.  | 4 luglio 2005     | Torneo di Wimbledon, Londra (2)                        | Erba           | Roger Federer         | 2-6, 6(2)-7, 4-6                |
| 10. | 22 agosto 2005    | Cincinnati Open, Cincinnati                            | Cemento        | Roger Federer         | 3-6, 5-7                        |
| 11. | 24 luglio 2006    | Indianapolis Tennis Championships, Indianapolis        | Cemento        | James Blake           | 6-4, 4-6, 6(5)-7                |
| 12. | 11 settembre 2006 | US Open, New York                                      | Cemento        | Roger Federer         | 2-6, 6-4, 5-7, 1-6              |
| 13. | 25 febbraio 2007  | U.S. National Indoor Tennis Championships, Memphis (2) | Cemento indoor | Tommy Haas            | 3-6, 2-6                        |
| 14. | 10 agosto 2008    | Los Angeles Open, Los Angeles                          | Cemento        | Juan Martín del Potro | 1-6, 6(2)-7                     |
| 15. | 10 gennaio 2009   | Qatar Open, Doha                                       | Cemento        | Andy Murray           | 4-6, 2-6                        |
| 16. | 5 luglio 2009     | Torneo di Wimbledon, Londra (3)                        | Erba           | Roger Federer         | 7-5, 6(6)-7, 6(5)-7, 6-3, 14-16 |
| 17. | 9 agosto 2009     | Washington Open, Washington                            | Cemento        | Juan Martín del Potro | 6-3, 5-7, 6(6)-7                |
| 18. | 14 febbraio 2010  | Pacific Coast Championships, San Jose                  | Cemento        | Fernando Verdasco     | 6-3, 4-6, 4-6                   |
| 19. | 21 marzo 2010     | Indian Wells Open, Indian Wells                        | Cemento        | Ivan Ljubičić         | 6(3)-7, 6(5)-7                  |
| 20. | 9 gennaio 2011    | Brisbane International, Brisbane                       | Cemento        | Robin Söderling       | 3-6, 5-7                        |

### Doppio

#### Vittorie (4)
| N. | Data           | Torneo                                           | Superficie  | Compagno            | Avversari in finale                | Punteggio         |
| 1. | 12 marzo 2001  | International Tennis Championships, Delray Beach | Cemento     | Jan-Michael Gambill | Thomas Shimada Myles Wakefield     | 6-3, 6-4          |
| 2. | 29 aprile 2002 | U.S. Men's Clay Court Championships, Houston     | Terra rossa | Mardy Fish          | Jan-Michael Gambill Graydon Oliver | 6-4, 6-4          |
| 3. | 24 luglio 2006 | Indianapolis Tennis Championships, Indianapolis  | Cemento     | Bobby Reynolds      | Paul Goldstein Jim Thomas          | 6-4, 6-4          |
| 4. | 22 marzo 2009  | Indian Wells Open, Indian Wells                  | Cemento     | Mardy Fish          | Maks Mirny Andy Ram                | 3-6, 6-1, [14-12] |

#### Finali perse (4)
| N. | Data            | Torneo                        | Superficie  | Compagno            | Avversari in finale    | Punteggio   |
| 1. | 30 luglio 2001  | Los Angeles Open, Los Angeles | Cemento     | Jan-Michael Gambill | Bob Bryan Mike Bryan   | 5-7, 6(6)-7 |
| 2. | 12 gennaio 2004 | Qatar Open, Doha              | Cemento     | Stefan Koubek       | Martin Damm Cyril Suk  | 2-6, 4-6    |
| 3. | 11 ottobre 2009 | China Open, Pechino           | Cemento     | Mark Knowles        | Bob Bryan Mike Bryan   | 4-6, 2-6    |
| 4. | 15 maggio 2011  | Internazionali d'Italia, Roma | Terra rossa | Mardy Fish          | John Isner Sam Querrey | walkover    |

### Tornei minori

#### Singolare

##### Vittorie (3)
| Legenda tornei minori |
| Challenger (3)        |
| Futures (0)           |

| N. | Data            | Torneo                                     | Superficie | Avversario in finale | Punteggio     |
| 1. | 2 ottobre 2000  | Austin Challenger, Austin                  | Cemento    | Michael Russell      | 6-4, 6-4      |
| 2. | 6 novembre 2000 | Burbank Challenger, Burbank                | Cemento    | Kevin Kim            | 6-1, 6-2      |
| 3. | 22 gennaio 2001 | Waikoloa USTA Challenger, Waikoloa Village | Cemento    | James Blake          | 1-6, 6-3, 6-1 |

#### Doppio

##### Vittorie (1)
| Legenda tornei minori |
| Challenger (1)        |
| Futures (0)           |

| N. | Data           | Torneo                         | Superficie  | Compagno       | Avversari in finale           | Punteggio |
| 1. | 16 aprile 2001 | Bermuda Open Challenger, Paget | Terra verde | Paul Goldstein | Thomas Shimada Grant Stafford | 6-3, 6-4  |

### Risultati in progressione
* Statistiche aggiornate a fine carriera.
| Sigla | Risultato                        |
| ----- | -------------------------------- |
| V     | Vincitore                        |
| F     | Finalista                        |
| SF    | Semifinalista                    |
| QF    | Quarti di Finale                 |
| 4T    | Quarto turno                     |
| 3T    | Terzo turno                      |
| 2T    | Secondo turno                    |
| 1T    | Primo turno                      |
| RR    | Round Robin (World Finals)       |
| LQ    | Turno di Qualifica (Grande Slam) |
| A     | Assente                          |

| Legenda superfici    |
| Cemento              |
| Terra rossa          |
| Erba                 |
| Superficie variabile |

| Torneo                                                    | Torneo               | 2000          | 2001          | 2002          | 2003          | 2004          | 2005          | 2006          | 2007          | 2008          | 2009          | 2010          | 2011          | 2012          | Titoli | V-S     |
| Grande Slam                                               |                      |               |               |               |               |               |               |               |               |               |               |               |               |               |        |         |
| Australian Open                                           | Australian Open      | A             | A             | 2T            | SF            | QF            | SF            | 4T            | SF            | 3T            | SF            | QF            | 4T            | 2T            | 0 / 11 | 38–11   |
| Roland Garros                                             | Roland Garros        | A             | 3T            | 1T            | 1T            | 2T            | 2T            | 1T            | 1T            | A             | 4T            | 3T            | A             | 1T            | 0 / 10 | 9–10    |
| Wimbledon                                                 | Wimbledon            | A             | 3T            | 3T            | SF            | F             | F             | 3T            | QF            | 2T            | F             | 4T            | 3T            | 3T            | 0 / 12 | 41–12   |
| US Open                                                   | US Open              | 1T            | QF            | QF            | V             | QF            | 1T            | F             | QF            | QF            | 3T            | 2T            | QF            | 4T            | 1 / 13 | 43–12   |
| Titoli                                                    | Titoli               | 0             | 0             | 0             | 1             | 0             | 0             | 0             | 0             | 0             | 0             | 0             | 0             | 0             | 1 / 45 | N/A     |
| Vittorie-Sconfitte                                        | Vittorie-Sconfitte   | 0–1           | 8–3           | 7–4           | 17–3          | 15–4          | 12–4          | 11–4          | 13–4          | 7–3           | 16–4          | 10–4          | 9–3           | 6–4           | N/A    | 131–45  |
| Tennis Masters Cup / ATP World Tour Finals                |                      |               |               |               |               |               |               |               |               |               |               |               |               |               |        |         |
| ATP Tour Finals                                           | ATP Tour Finals      | A             | A             | A             | SF            | SF            | A             | RR            | SF            | RR            | A             | RR            | A             | A             | 0 / 6  | 8–11    |
| Giochi Olimpici                                           |                      |               |               |               |               |               |               |               |               |               |               |               |               |               |        |         |
| Giochi Olimpici                                           | Giochi Olimpici      | A             | ND            | ND            | ND            | 3T            | ND            | ND            | ND            | A             | ND            | ND            | ND            | 2T            | 0 / 2  | 3–2     |
| Masters Series (1990-2008) / Masters 1000 (Dal 2009)      |                      |               |               |               |               |               |               |               |               |               |               |               |               |               |        |         |
| Indian Wells                                              | Indian Wells         | A             | A             | A             | QF            | QF            | SF            | 4T            | SF            | 2T            | SF            | F             | 4T            | 3T            | 0 / 10 | 28–10   |
| Miami                                                     | Miami                | 2T            | QF            | 2T            | 3T            | V             | 2T            | QF            | QF            | SF            | QF            | V             | 2T            | 4T            | 2 / 13 | 33–11   |
| Monte Carlo                                               | Monte Carlo          | A             | A             | 3T            | 1T            | A             | A             | A             | A             | A             | A             | A             | A             | A             | 0 / 2  | 2–2     |
| Roma                                                      | Roma                 | A             | A             | SF            | 2T            | 1T            | 3T            | QF            | 3T            | SF            | A             | A             | 1T            | A             | 0 / 8  | 14–8    |
| Amburgo                                                   | Madrid               | A             | A             | 3T            | 2T            | A             | 1T            | A             | A             | A             | QF            | A             | 1T            | A             | 0 / 5  | 4–5     |
| Montréal / Toronto                                        | Montréal / Toronto   | A             | QF            | F             | V             | F             | 1T            | A             | QF            | 3T            | SF            | A             | A             | A             | 1 / 8  | 25–7    |
| Cincinnati                                                | Cincinnati           | 1T            | 1T            | QF            | V             | SF            | F             | V             | 3T            | A             | 2T            | SF            | 1T            | 1T            | 2 / 12 | 29–10   |
| Stoccarda/ Madrid                                         | Shanghai             | A             | 3T            | 2T            | 3T            | A             | 2T            | 3T            | A             | 3T            | 2T            | 2T            | QF            | A             | 0 / 9  | 9–9     |
| Parigi                                                    | Parigi               | A             | 2T            | QF            | SF            | 3T            | SF            | A             | A             | QF            | A             | QF            | 3T            | A             | 0 / 8  | 14–8    |
| ATP International Series Gold / ATP World Tour 500 series |                      |               |               |               |               |               |               |               |               |               |               |               |               |               |        |         |
| Memphis                                                   | Memphis              | A             | 2T            | V             | F             | QF            | SF            | QF            | F             | QF            | V             | QF            | V             | 1T            | 3 / 12 | 35–8    |
| Dubai                                                     | Dubai                | 250           | A             | A             | A             | A             | A             | A             | A             | V             | A             | A             | A             | A             | 1 / 1  | 5–0     |
| Washington                                                | Washington           | QF            | V             | 3T            | 250           | 250           | 250           | 250           | 250           | 250           | F             | 3T            | A             | A             | 1 / 5  | 15–4    |
| Vienna                                                    | Vienna               | A             | A             | A             | A             | A             | A             | SF            | A             | A             | 250           | 250           | 250           | 250           | 0 / 1  | 3–1     |
| ATP International Series / ATP World Tour 250 series      |                      |               |               |               |               |               |               |               |               |               |               |               |               |               |        |         |
| Doha                                                      | Doha                 | A             | A             | A             | A             | 2T            | A             | A             | A             | A             | F             | A             | A             | A             | 0 / 2  | 5–2     |
| Brisbane                                                  | Brisbane             | A             | A             | A             | A             | A             | A             | A             | A             | A             | A             | V             | F             | A             | 1 / 2  | 9–1     |
| Sydney                                                    | Sydney               | A             | A             | SF            | 2T            | A             | A             | A             | A             | A             | A             | A             | A             | A             | 0 / 2  | 4–2     |
| San Jose                                                  | San Jose             | A             | 2T            | SF            | A             | V             | V             | SF            | SF            | V             | SF            | F             | A             | QF            | 3 / 10 | 33–7    |
| Delray Beach                                              | Delray Beach         | 1T            | 1T            | F             | 1T            | A             | A             | A             | A             | A             | A             | A             | A             | QF            | 0 / 5  | 6–5     |
| Atlanta                                                   | Atlanta              | A             | V             | Non disputato | Non disputato | Non disputato | Non disputato | Non disputato | Non disputato | Non disputato | Non disputato | Non disputato | Non disputato | Non disputato | 1 / 1  | 5–0     |
| Houston                                                   | Houston              | A             | V             | V             | F             | F             | V             | QF            | A             | A             | A             | A             | A             | A             | 3 / 6  | 25–3    |
| Londra                                                    | Londra               | A             | 1T            | A             | V             | V             | V             | SF            | V             | SF            | SF            | 3T            | SF            | 2T            | 4 / 11 | 33–7    |
| Nottingham                                                | Eastbourne           | A             | SF            | 1T            | A             | A             | A             | A             | A             | A             | Non disputato | Non disputato | Non disputato | V             | 1 / 3  | 9–2     |
| Los Angeles                                               | Los Angeles          | A             | 1T            | SF            | A             | A             | A             | QF            | A             | F             | A             | A             | A             | A             | 0 / 4  | 8–4     |
| Washington                                                | Washington           | 500           | 500           | 500           | SF            | A             | V             | A             | V             | QF            | 500           | 500           | 500           | 500           | 2 / 4  | 15–2    |
| Bangkok                                                   | Bangkok              | A             | A             | A             | A             | F             | A             | A             | A             | A             | A             | A             | A             | A             | 0 / 1  | 4–1     |
| Hong Kong                                                 | Hong Kong            | A             | 1T            | A             | Non disputato | Non disputato | Non disputato | Non disputato | Non disputato | Non disputato | Non disputato | Non disputato | Non disputato | Non disputato | 0 / 1  | 0–1     |
| Pechino                                                   | Pechino              | Non disputato | Non disputato | Non disputato | Non disputato | A             | A             | A             | A             | V             | 500           | 500           | 500           | 500           | 1 / 1  | 4–0     |
| Basilea                                                   | Basilea              | A             | QF            | QF            | SF            | A             | A             | A             | A             | A             | 500           | 500           | 500           | 500           | 0 / 3  | 7–3     |
| Statistiche carriera                                      |                      |               |               |               |               |               |               |               |               |               |               |               |               |               |        |         |
| Tornei ATP disputati                                      | Tornei ATP disputati | 5             | 19            | 22            | 23            | 20            | 19            | 18            | 17            | 19            | 16            | 18            | 16            | 14            | 212    | N/A     |
| Finali ATP perse                                          | Finali ATP perse     | 0             | 0             | 2             | 2             | 4             | 2             | 2             | 1             | 1             | 3             | 2             | 1             | 0             | 20     | N/A     |
| Tornei ATP vinti                                          | Tornei ATP vinti     | 0             | 3             | 2             | 6             | 4             | 5             | 1             | 2             | 3             | 1             | 2             | 1             | 2             | 32     | N/A     |
| V/S Cemento                                               | V/S Cemento          | 4–5           | 23–10         | 34–11         | 44–10         | 57–11         | 30–9          | 37–10         | 38–11         | 40–12         | 35–11         | 42–12         | 27–12         | 15–9          | 21     | 426–138 |
| V/S Terra battuta                                         | V/S Terra battuta    | 0–0           | 12–1          | 14–7          | 12–6          | 5–5           | 10–3          | 5–6           | 5–3           | 4–3           | 4–2           | 2-1           | 2-2           | 0-4           | 5      | 75–43   |
| V/S Erba                                                  | V/S Erba             | 0–0           | 5–3           | 4–2           | 10–1          | 11–1          | 11–1          | 7–2           | 9–1           | 3–2           | 9–2           | 4-2           | 5-2           | 8-3           | 5      | 86–22   |
| V/S Sintetico                                             | V/S Sintetico        | 0–0           | 2–2           | 4–2           | 6–2           | 1–1           | 8–1           | 0–0           | 2–1           | 2–1           | 0–0           | 0-0           | 0-0           | 0-0           | 1      | 25–10   |
| Totale V/S                                                | Totale V/S           | 4–5           | 42–16         | 56–22         | 72–19         | 74–18         | 59–14         | 49–20         | 54–16         | 49–18         | 48–15         | 48-18         | 34-16         | 23-16         | N/A    | 612–213 |
| Vittorie (%)                                              | Vittorie (%)         | 44%           | 71%           | 72%           | 79%           | 80%           | 81%           | 71%           | 77%           | 73%           | 76%           | 73%           | 68%           | 60%           | N/A    | 74,18%  |
| Ranking fine anno                                         | Ranking fine anno    | 156           | 14            | 10            | 1             | 2             | 3             | 6             | 6             | 8             | 7             | 8             | 14            | 39            | N/A    | N/A     |